# فرودگاه سائو لیکس دو ارگوایا
فرودگاه سائو لیکس دو ارگوایا (به انگلیسی: São Félix do Araguaia Airport) (به زبان بومی: Aeroporto de São Félix do Araguaia) یک فرودگاه همگانی مسافربری با کد یاتا SXO است که یک باند فرود آسفالت دارد و طول باند آن ۱۴۵۰ متر است. این فرودگاه در کشور برزیل قرار دارد و در ارتفاع ۱۹۸ متری از سطح دریا واقع شده است.